# Meinrad Keller
Meinrad Keller (* 6. Oktober 1964) ist ein Schweizer Berufsoffizier im Range eines Brigadiers. Er ist Kommandant der Logistikbrigade 1 und verantwortlich für die Aus- und Weiterbildung seiner Stäbe und Truppen. Er untersteht dem Chef der Logistikbasis der Armee, Divisionär Rolf Siegenthaler.

## Zivile Laufbahn
Bevor Meinrad Keller Berufsoffizier wurde, arbeitete er ab 1987 als Gymnasiallehrer und Journalist. Er besitzt einen Abschluss Lic. phil. der Universität Bern sowie Weiterbildungen im Bereich Leadership, Banking und Finance. 1994 arbeitete er kurz beim Eidgenössisches Departement für auswärtige Angelegenheiten (EDA), in der Ruanda-Kommission, als wissenschaftlicher Mitarbeiter. Der Einstieg in die damalige SBG, heute UBS AG, machte er 1994, wo er schlussendlich über 20 Jahre arbeitete. Dies unter anderem im Rang eines Managing Director als Head Global Reporting, Deputy Head Group Operational Finance, Head Sourcing Group Finance, Sourcing and Procuremen und während mehreren Jahren als Group Finance Delivery Lead, UBS AG, in Chennai, Indien. Vor seinem Übertritt ins Berufskader der Schweizer Armee war er Gründungsmitglied und Managing Partner der ONOC Advisory GmbH. 
Meinrad Keller ist mit Barbara Keller-Inhelder verheiratet.

## Militärische Laufbahn
- 1994 Hauptmann, Kommandant einer Füsilier Kompanie
- 1999 Major im Generalstab, Generalstabsoffizier im Stab der Territorial Division 2
- 2001 Oberstleutnant im Generalstab, Kommandant eines Füsilier Bataillons
- 2004 Oberst im Generalstab, Unterstabschef (G/5) im Stab der Territorial Region 2
- 2011 Stellvertretender Kommandant der Territorial Region 2
- 2014 Generalstabsoffizier im Stab der Territorial Region 2 / Territorial Division 2
- 2022 Brigadier, Kommandant Logistikbrigade 1